# 南山 (多倫多)
南山（英語：South Hill）是加拿大安大略省多倫多的一個社區。它位於多倫多市中心以北，西至阿梵奴道（Avenue Road），南至聖卡拉路（St. Clair Avenue），東至士巴丹拿道（Spadina Road），北至加拿大太平洋鐵路。該地區以前易洛魁湖海岸線的陡峭山丘為主。諾德海默峽谷（Nordheimer Ravine）也穿過該地區，該地區被溫斯頓·邱吉爾爵士公園（Sir Winston Churchill Park）所環繞。該公園覆蓋了南山社區的西北部。

## 歷史
1793年，上加拿大約克的第一批定居者將後來成為南山的地區劃為租界。該地區的很大一部分歸彼得·羅素（Peter Russell）所有，羅素山道（Russell Hill Road）一直穿過該社區的中心。
在19世紀後期，該地區成為多倫多一些最富有的市民的家園。他們沿著山頂建造了一系列大莊園。其中最著名的是亨利·佩雷特爵士（Sir Henry Pellatt）的卡薩羅馬城堡。

由1905年開始，該地區逐漸被併入多倫多市。儘管如今大多數大型莊園已被拆除或改作其他用途，但它仍然是一個昂貴的住宅區。

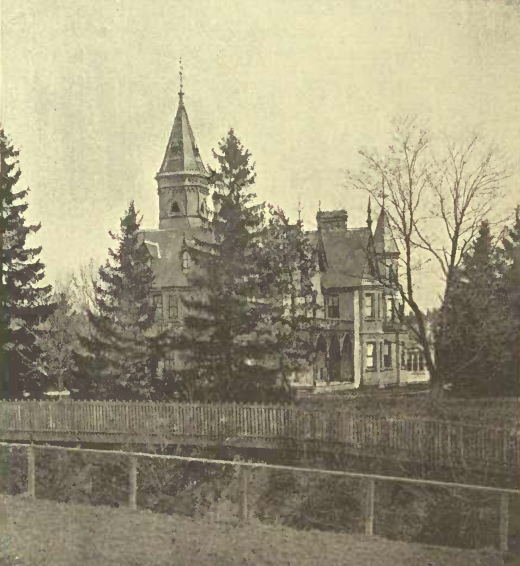
The Oaklands estate in South Hill, c. 1891
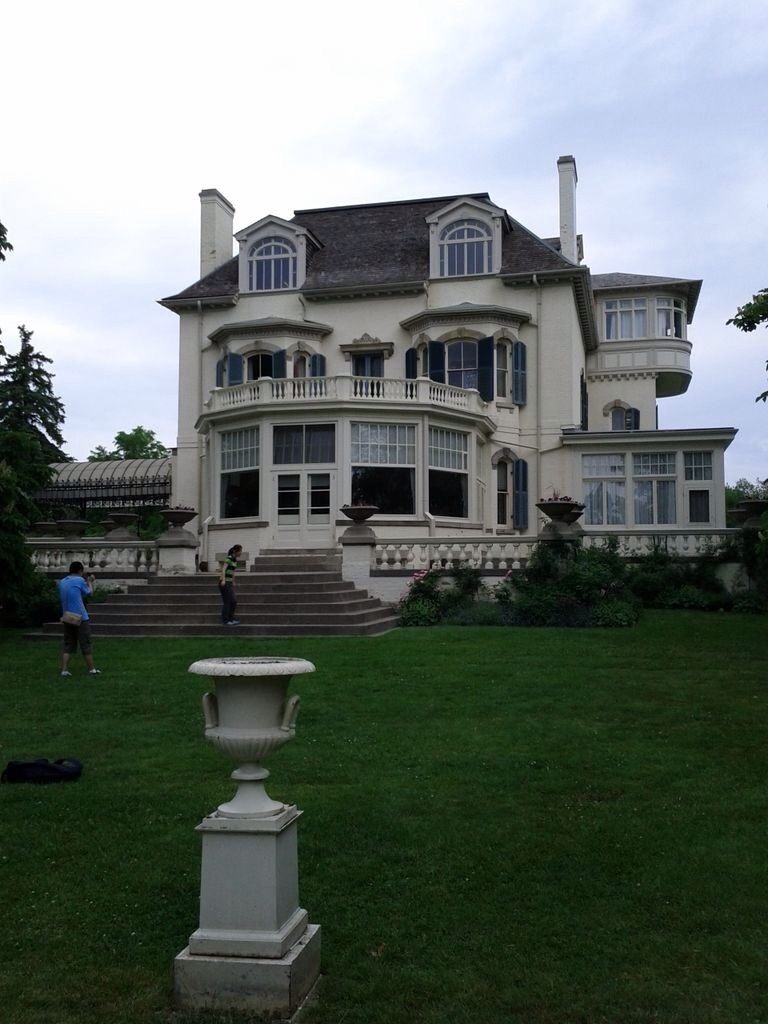
Spadina House, now a historic house museum

## 地標
- 寶雲階梯（Baldwin Steps）
- 高地抽水站（High Level Pumping Station）
- 士巴丹拿博物館（Spadina House）

## 外部連結
- South Hill history （页面存档备份，存于） from torontoneighbourhoods.net
- Rathnelly history （页面存档备份，存于） from torontoneighbourhoods.net
- Official website of the Republic of Rathnelly （页面存档备份，存于）
- Nordheimer Reach （页面存档备份，存于） from lostrivers.ca

43°40′52″N 79°24′14″W / 43.681°N 79.404°W